# Color Thinner Ratio
Color Thinner Ratio (Einheit: CTR) beschreibt das Mischungsverhältnis einer aus Partikeln und Trägermedium hergestellten Farbe, zum jeweiligen Verdünner unter der Verwendung von Prozentanteilen.
Der CTR-Wert gibt an, inwieweit eine konfektionierte Farbe zur weiteren Verarbeitung mit dem jeweiligen Verdünner gemischt wurde.
Im Beispiel 60/40CTR beschreibt der erste Wert den Anteil an fertiger Farbe in der Mischung, der zweite Wert den Anteil an Verdünner.
Häufig wird diese Abkürzung in Diskussionen über Mischungsverhältnisse für Farben im Airbrush-Bereich gebraucht.
In diesem Bereich werden Farben oft über die 50-%-Grenze hinaus verdünnt.
Die umständliche Erläuterung welche Zahl, welchen Anteil beschreibt, entfällt somit.